# 오류파국
오류파국(誤謬破局,영어: error catastrophe)은 임계값을 넘는 높은 돌연변이율이 있을 때 유전정보가 소실되는 현상이다. 
레슬리 오겔(Leslie Orgel)은 1963년에 노화에 대한 설명을 위해 단백질 번역 과정의 오류가 노화를 유발한다는 의미로 이 용어를 사용하였고, 현재의 의미로는 만프레트 아이겐이 도입하였다.